# OASIS
Organization for the Advancement of Structured Information Standards (OASIS) to międzynarodowe konsorcjum o charakterze non-profit, zajmujące się rozwojem standardów e-biznesu, w tym także standardów sieciowych. Konsorcjum powstało w 1993 roku pod nazwą SGML Open, w celu promocji języka SGML, zmiana nazwy nastąpiła w 1998 roku, aby odzwierciedlić poszerzenie obszaru działań organizacji. W skład OASIS wchodzi ponad 5 tysięcy podmiotów z ponad 100 krajów, w tym ponad 600 organizacji.

Logo

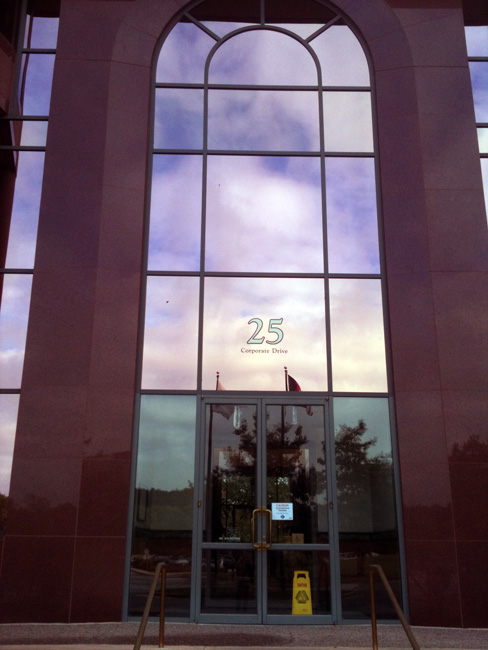
Wejście do biura OASIS w Burlington, USA

Proces podejmowania decyzji przez członków konsorcjum jest otwarty i demokratyczny. Prace odbywają się obecnie między innymi w takich działach jak usługi sieciowe, e-handel, bezpieczeństwo, prawo i administracja, aplikacje, dokumenty, przetwarzanie XML czy zgodność i współpraca.

## Standardy OASIS
Poszczególne standardy rozwijane przez komitety techniczne (ang. Technical Commitees, TC) to m.in.:
- SAML (Security Assertion Markup Language) – oparty na XML standard bezpiecznej wymiany informacji o uwierzytelnieniu i autoryzacji.
- XRI (eXtensible Resource Identifier) – zgodny z URI schemat nazewnictwa i protokół rozpoznawania abstrakcyjnych identyfikatorów, używany do identyfikacji i współdzielenia zasobów między domenami i aplikacjami.
- XDI (XRI Data Interchange) – standard współdzielenia, łączenia i synchronizacji danych między wieloma domenami i aplikacjami za pomocą dokumentów XML, identyfikatorów XRI oraz metody link contract.
- OpenDocument – oparty na XML otwarty format dokumentów biurowych, takich jak dokumenty tekstowe, arkusze kalkulacyjne, wykresy i prezentacje.